# Tijdlijn van de ruimtevaart (2010-2019)
Hieronder een tijdlijn van gebeurtenissen in de ruimtevaart in de periode van 2010 tot en met 2019.

## 2010
| 15 april   | 2010 | President Barack Obama tekent de NASA Authorization Act 2010 waardoor op 11 oktober 2010 een einde kwam aan het Constellationprogramma.                                                            |
| 4 juni     | 2010 | SpaceX lanceert zijn eerste Falcon 9 1.0 met succes. |
| 8 december | 2010 | SpaceX lanceert de eerste Dragon, een herbruikbaar ruimtevrachtschip op een Falcon 9 voor COTS-demonstratievlucht 1. Na tweemaal om de aarde te zijn gecirkeld land de Dragon volgens plan in zee. |

## 2011
| 18 maart    | 2011 | De ruimtesonde MESSENGER plaatst zich in een baan om de planeet Mercurius. |
| 14 juli     | 2011 | Ruimtesonde Dawn bereikt de planetoïde Vesta en voert 11 maanden lang in een baan om dit hemellichaam onderzoek uit. Daarna vliegt het verder en arriveert in 2015 bij de planetoïde Ceres.         |
| 21 juli     | 2011 | Met de STS-135 komt de laatste Spaceshuttle weer op aarde aan, en wordt er afscheid genomen van het Spaceshuttleprogramma.                                                                          |
| 5 augustus  | 2011 | NASA lanceert de Juno. Die moet onderzoek doen naar het magnetisch veld, het zwaartekrachtsveld en de magnetosfeer van de planeet Jupiter.                                                          |
| 26 november | 2011 | NASA lanceert de Mars Science Laboratory, een mobiel wetenschappelijk laboratorium in de vorm van een robotwagentje. Deze gaat op Mars onderzoek doen gedurende minstens een Mars-jaar (687 dagen). |
| 21 december | 2011 | De Nederlander André Kuipers gaat voor de tweede keer de ruimte in. Op 1 juli 2012 keerde hij terug op Aarde.                                                                                       |

## 2012
| 15 januari | 2012 | De Russen slagen er niet in om Phobos-Grunt naar de maan Phobos bij Mars te sturen om daar een bodemmonster te nemen, en terug naar de Aarde te nemen. Het op 26 november 2011 gelanceerde toestel stort op 15 januari uiteindelijk neer in de Stille Oceaan |
| 25 mei     | 2012 | De drie dagen eerder gelanceerde SpaceX Dragon meert voor het eerst aan bij het ISS. Astronaut Andre Kuipers haalt de vrachtcapsule binnen met de Canada-arm.                                                                                                |
| juli       | 2012 | Voyager 1 is ondertussen het door mensen gestuurd verst verwijderde voorwerp, en heeft de heliopauze bereikt. Het kan elk moment de interstellaire ruimte ingaan en ligt op een koers richting Proxima Centauri waar het binnen 40.000 jaar zal toekomen.    |
| 6 augustus | 2012 | De Mars Science Laboratory (Curiosity) is op Mars geland. |
| 8 oktober  | 2012 | Met de lancering van SpaceX Dragon-missie CRS-1 naar het ISS begint de missionaire fase van NASA’s Commercial Resupply Services-programma begonnen. |

## 2013
| 30 januari   | 2013 | Met de derde (en laatste) lancering van de Zuid-Koreaanse Naro-1 bereikt Zuid-Korea voor het eerst een baan om de aarde vanaf hun eigen grondgebied.                                                                                |
| 21 april     | 2013 | Orbital Sciences lanceert met succes voor het eerst een Antares raket. De lading bestond uit een boilerplate-Cygnus. |
| 29 september | 2013 | Voor het eerst meert een Cygnus ruimtevrachtschip van Orbital Sciences aan bij het ISS. De Cygnus was elf dagen eerder gelanceerd en moest eerdere aanmeerpogingen afbreken door software problemen.                                |
| 5 november   | 2013 | Het ISRO stuurt een sonde naar Mars als een demonstratieoefening om er enkele rondjes te maken, genaamd Mangalyaan. |
| 19 december  | 2013 | GAIA wordt gelanceerd met de bedoeling om een nauwkeurige driedimensionele kaart te maken van de melkweg. Sterren, exoplaneten, planetoiden binnen het zonnestelsel, bruine dwergen en supernova's zullen in beeld gebracht worden. |

## 2014
| 16 september | 2014 | NASA selecteert de ontwerpen van bemande ruimteschepen van SpaceX en Boeing voor definitieve doorontwikkeling en bouw onder het Commercial Crew-programma. Boeings CST-100 Starliner en SpaceX' Dragon 2 moeten in de toekomst NASA's astronauten naar het ISS brengen.                                                                                             |
| 22 september | 2014 | MAVEN komt aan bij Mars. De bedoeling is om de atmosfeer van Mars voor één jaar te bestuderen |
| 28 oktober   | 2014 | Cygnus ORB CRS3, een bevoorradingsruimteschip voor ISS gaat tijdens de lancering verloren doordat de Antares draagraket als gevolg van een falende turbopomp na enkele seconden explodeerd. Orbital Sciences besluit de Antares ingrijpend te veranderen en de volgende twee Cygnus missies op een Atlas V van concurrent United Launch Alliance (ULA) te lanceren. |
| 31 oktober   | 2014 | SpaceShipTwo VSS Enterprise breekt in de vlucht uitelkaar doordat de staartvleugels terwijl de raketmotor aan stond omhoogklapten zoals dat pas later in de vlucht mag gebeuren. Een testpiloot wist zichzelf te redden maar raakte zwaar gewond. De ander overleefde de crash niet.                                                                                |
| November     | 2014 | Na een ruimtevlucht van ruim 10 jaar arriveert ruimtesonde Rosetta bij komeet Churyumov-Gerasimenko. Rosetta gaat in een baan om de komeet onderzoek doen, en vuurt een lander af genaamd Philae. |
| 5 december   | 2014 | NASA's nieuwe ruimteschip Orion wordt voor Exploration Flight Test 1 voor het eerst gelanceerd. Na twee keer om de aarde te zijn gevlogen keert de capsule terug van een hoogte van 6000 km om het hitteschild en systemen aan boord te testen. |

## 2015
| Januari     | 2015 | Doordat de fusie van ruimtevaartbedrijven Orbital Sciences Corporation en Alliant Techsystems van kracht gaat ontstaat Orbital ATK |
| 11 februari | 2015 | ESA lanceert met succes het kleine experimentele ruimtevaartuig IXV dat als eerste lifting body-ontwerp ooit een ruimtevlucht maakt. Doel is het testen door ESA ontwikkelde van re-entry-technieken. Na een suborbitale vlucht van iets meer dan een uur landt het voertuig volgens planning in de grote oceaan. |
| 7 maart     | 2015 | Ruimtesonde Dawn bereikt de planetoïde Ceres en voert 11 maanden lang in een baan om dit hemellichaam onderzoek uit. |
| 27 maart    | 2015 | Sojoez TMA-16M lanceert de Amerikaan Scott Kelly en de Rus Mikhail Korniyenko die aan hun één jaar durende verblijf in het ISS beginnen. Doel van deze missie is het bestuderen van de effecten van langdurig verblijf in de ruimte. In voorbereiding op eventuele bemande Mars reizen |
| 28 april    | 2015 | Progress M-27M blijkt na lancering door de ruimte te tuimelen en onbestuurbaar te zijn. Voor de tweede maal in minder dan een jaar tijd mislukt een bevoorradingsmissie voor het ISS |
| 28 juni     | 2015 | De lancering van SpaceX ISS bevoorradingsmissie CRS-7 mislukt doordat een ondeugdelijke steunbalk in de Falcon 9 draagraket afbreekt. De Dragon overleeft weliswaar de explosie maar valt te pletter op het oceaanoppervlak. Aan boord was onder andere een nieuw aanmeersysteem (IDA-1) voor het ISS en SpaceX en Boeing Commercial Crew ruimteschepen die vanaf 2017 namen NASA bemanning naar en van het ISS moeten vervoeren. SpaceX schort uiteindelijk tot december 2015 al z'n lanceringen op. Gevolg van het derde ongeluk bij de bevoorrading in minder dan een jaar tijd van het ISS is onder meer dat de voedselvoorraad er onder de grens van "minimaal 6 maanden in het vooruit" komt. |
| 14 juli     | 2015 | Ruimtesonde New Horizons bereikt Pluto. |
| 21 december | 2015 | Het lukt SpaceX voor de eerste maal om de eerste trap van een Falcon 9 te rechtstandig laten landen. Deze missie was tevens de "return to flight" na het CRS-7 ongeluk en de ingebruikname-vlucht van de geüpgrade Falcon 9 Full Thrust. |

## 2016
| 2 maart     | 2016 | Scott Kelly en Mikhail Korniyenko keren na 342 dagen terug van het langste verblijf in het ISS tot nu toe. |
| 8 april     | 2016 | SpaceX hervat het ISS bevoorradingsmissie programma en lanceert voor NASA missie SPX-CRS8. In de Dragon bevindt zich ook een experimentele, opblaasbare testmodule van Bigelow Aerospace genaamd BEAM. Wanneer deze module aan het ISS is gekoppeld wordt deze opgeblazen waardoor hij een stuk groter wordt. In de toekomst zouden op deze manier complete lichtgewicht ruimtestations of leefruimtes voor marsreizen kunnen worden gelanceerd. Tevens lukt het SpaceX voor de tweede maal de eerste trap van de Falcon 9 te laten landen. Deze experimentele landing was de eerste geslaagde landing op een in de oceaan drijvend platform. |
| 6 mei       | 2016 | Met de succesvolle landing van de Falcon 9 booster van de JCSAT-14-missie, toont SpaceX aan ook het laten landen van boostertrappen van de Falcon 9's die met meer snelheid naar een geostationaire baan vliegen onder de knie te krijgen. |
| 4 juli      | 2016 | De in 2011 gelanceerde sonde Juno komt in een baan rond Jupiter. |
| 31 Augustus | 2016 | Een Chinese Lange Mars 4C slaagt er niet in zijn vracht in de juiste baan te krijgen. |
| 1 september | 2016 | Een Falcon 9 explodeert twee dagen voor de geplande lancering samen met de reeds geïntegreerde Amos-6 satelliet enkele minuten voor de gebruikelijke Static Fire Test. De schade aan Lanceercomplex 40 is aanzienlijk; het complex blijft ruim een jaar buiten gebruik. |
| 8 september | 2016 | NASA lanceert New Frontiers-ruimtesonde OSIRIS-REx. |
| 19 oktober  | 2016 | ESA’s Schiaparelli EDM lander, onderdeel van ExoMars valt door een technische fout te pletter op Mars. |
| 3 november  | 2016 | China lanceert met succes haar eerste heavy lift-klasse raket Lange Mars 5 Hoewel de vracht niet in de beoogde baan werd afgezet kon de satelliet deze op eigen kracht bereiken. |
| 1 december  | 2016 | De lancering van Russische ISS bevooradingsmissies Progress MS-04 mislukt doordat het Progress-ruimtevrachtschip enkele minuten te vroeg van de derde trap van de Sojoez-draagraket scheidde. |

## 2017
| 14 februari    | 2017 | Een Indiase PSLV-raket lanceert een recordaantal van 104 satellieten. |
| 19 februari    | 2017 | SpaceX lanceert voor het eerst vanaf Lanceercomplex 39A. |
| 25 mei         | 2017 | Rocket Lab lanceert vanuit Nieuw-Zeeland voor het eerst een raket van het type Electron. Bij deze testvlucht haalde de raket de ruimte, maar kwam niet in de beoogde baan om de Aarde; als gevolg van een storing in een grondstation werd de vlucht voortijdig middels een zelfvernietigingssignaal afgebroken. |
| 14 juni        | 2017 | Na de lancering van een Progress-ruimtevrachtschip naar het ISS komen op de grond twee mensen om als gevolg van een natuurbrand die door een afgeworpen Sojoez-rakettrap werd veroorzaakt. |
| 19 juni        | 2017 | Een Lange Mars 3B faalt om zijn vracht, ChinaSat 9A, in de juiste baan te brengen. |
| 30 juni        | 2017 | De Amerikaanse president Donald Trump installeert een National Space Council die het Amerikaanse ruimtevaartbeleid op civiel, commercieel en militair gebied zal uitstippelen. Opvallend is dat hierbij geen NewSpace leiders aanwezig zijn. Onder George H.W. Bush bestond er van 1989 tot 1993 ook een National Space Council. |
| 2 juli         | 2017 | De tweede lancering van een Lange Mars 5, de krachtigste raket van Chinese makelij mislukt. Het is de tweede mislukte lancering voor China in korte tijd. |
| 31 augustus    | 2017 | Een PSLV-raket van de ISRO faalt voor het eerst sinds 18 jaar met 36 vluchten. Doordat de payload fairing (neuskegel) van vlucht C-39 niet is afgeworpen werd de juiste baan niet bereikt en kon de vracht, een Indiase regionale navigatie satelliet IRNSS-1H niet worden losgelaten. |
| 15 september   | 2017 | Met het laten neerstorten van ruimtesonde Cassini in de atmosfeer van Saturnus komt na bijna twintig jaar een einde aan de Flagship-missie Cassini-Huygens. |
| 18 september   | 2017 | Northrop Grumman kondigt de overname van Orbital ATK aan waarmee ze een zeer grote speler op de ruimtevaartmarkt worden. |
| 28 november    | 2017 | De Russische weersatelliet Meteor-M gaat tijdens de lancering verloren als de Fregat-upperstage van de Sojoez-2.1b zijn motoren in de verkeerde richting laat ontbranden en richting de Atlantische Oceaan vliegt. De besturingssoftware van de Fregat was geprogrammeerd voor een lancering vanaf Kosmodroom Bajkonoer terwijl deze vanaf het nieuwe Kosmodroom Vostotsjny werd gelanceerd waardoor deze “dacht” op de verkeerde plaats in de ruimte te zijn en een onmogelijke correctiemanoeuvre uitvoerde.             |
| 26-28 december | 2017 | Angola lanceert haar eerste satelliet, AngoSat-1, aan boord van een Zenit 3F. Kort nadat deze door de Fregat-upperstage in zijn geostationaire baan is afgezet gaat het contact met de door het Russische RCS Energia gebouwde communicatiesatelliet verloren. Een dag later wist men het contact met de satelliet te herstellen. Het zou achteraf de laatste vlucht van de Oekraïens-Russische Zenit-raket blijken te zijn. Door een conflict tussen beide landen levert Oekraïne geen raket onderdelen meer aan Rusland. |
| 28 december    | 2017 | Op het Kennedy Space Center Lanceercomplex LC-39A wordt met vijf jaar vertraging wordt de eerste Falcon Heavy van SpaceX overeind gezet. |

## 2018
| 21 januari   | 2018 | Rocket Lab brengt voor het eerst met succes een vracht (vier CubeSats) in een baan om de aarde op de tweede testvlucht van hun Electron-raket. Hierna zal Rocket Lab overgaan tot commerciële lanceringen. Twee dagen later bleek ook een tot dan toe geheime derde trap voor precisie-injectie met succes te zijn getest. |
| 23 januari   | 2018 | Na een rondgang langs deelnemers van de Google Lunar X Prize bleek dat geen van hen de deadline van 31 maart 2018 kon halen. Daarom werd besloten dat er geen winnaar uitgeroepen zal worden. |
| 25 januari   | 2018 | Voor het eerst sinds 2002 en na 82 succesvolle vluchten op rij heeft een Ariane 5 een anomalie tijdens de vlucht. Het contact met de raket van vlucht VA241 ging verloren en de beide satellieten werden door een programeerfout in een afwijkende baan afgezet. Na enkele uren werd contact met de satellieten gemaakt die beide goed bleken te werken en op eigen kracht de juiste baan kunnen bereiken. |
| 26 januari   | 2018 | Een amateur astronoom weet contact te leggen met IMAGE, een satelliet van NASA waarmee het contact in 2005 verloren ging. Op 31 januari 2018 bevestigd NASA dat het inderdaad om IMAGE gaat. |
| 3 februari   | 2018 | Met de Japanse SS-520-5, die slechts 2600 kg weegt en daarmee de lichtste orbitale draagraket ooit is, weet men voor het eerst een vracht (CubeSat) in een baan om de aarde te brengen. De SS-520-5 is een aangepaste SS-520-sondeerraket met orbitale capaciteit. |
| 6 februari   | 2018 | SpaceX lanceert voor het eerst zijn Falcon Heavy, en heeft daarmee de krachtigste beschikbare raket op de markt. De vracht was een Tesla Roadster die in een elliptische baan om de zon, die langs Mars, de aarde en door de planetoïdengordel leidt werd gebracht. De landing van de centercore mislukte. |
| 18 april     | 2018 | Aan boord van een Falcon 9 lanceert NASA de ruimtetelescoop Transiting Exoplanet Survey Satellite (TESS) die wordt gebruikt voor het bestuderen van exoplaneten. |
| 5 mei        | 2018 | Aan boord van een Atlas V-401 lanceert NASA vanaf Vandenberg Air Force Base de marslander InSight waarmee men onderzoek in de bodem van Mars wil uitvoeren. Bijzonder is dat dit de eerste interplanetaire vlucht is die vanaf de Amerikaanse westkust wordt gelanceerd. |
| 18 juni      | 2018 | Tijdens de derde bijeenkomst van de National Space Council geeft president Trump het Pentagon de opdracht een militaire Space Force te vormen. Deze opdracht heeft echter nog bekrachtiging door het congres nodig. |
| 9/10 juli    | 2018 | Iets meer dan drie-en-een-half uur na diens lancering koppelt Progress MS-09 (P-70) aan bij het ISS. Niet eerder was een vlucht naar het ISS zo kort. |
| 16 juli      | 2018 | UK Space Agency, de nationale ruimtevaartorganisatie van het Verenigd Koninkrijk, besluit een lanceerbasis in het noorden van Schotland te gaan bouwen. |
| 12 augustus  | 2018 | Met de hoogste lanceersnelheid ooit behaald is NASA’s Parker Solar Probe die onderzoek zal doen naar de Corona van de Zon gelanceerd. |
| 30 augustus  | 2018 | Tijdens een test bleek via de orbitale module van Sojoez MS-09 die bij het ISS is aangekoppeld een minimale hoeveelheid lucht weg te lekken. Aan de binnenkant werd een gaatje in de wand gevonden dat er volgens Roskosmos waarschijnlijk al tijdens de productie in was geboord. Het gat werd eerst provisorisch gedicht en later definitief gevuld met kunsthars en de ISS-bemanning is geen moment in gevaar geweest. Aanvankelijke berichten over een vermoedelijke inslag van een micrometeoriet als oorzaak werden later ingetrokken. |
| 15 september | 2018 | Met de lancering van NASA’s ICESat-2 op de 155e Delta II valt na 29 jaar het doek voor dit rakettype definitief. De laatst overgebleven ULA Delta II wordt aan het bezoekerscentrum van het Kennedy Space Center geschonken. |
| 11 oktober   | 2018 | Door een defecte sensor in het afkoppelsysteem van een de eerste-trap-boosters van een Sojoezraket raakt de raket beschadigd en wordt vlucht Sojoez MS-10 na enkele minuten afgebroken. De vlucht eindigt in een noodlanding en de tweekoppige bemanning bleef ongedeerd. De oorzaak was na een onderzoek van enkele weken duidelijk waarna Sojoez-vluchten konden worden hervat. |
| 20 oktober   | 2018 | Met een Ariane 5 lanceren ESA en JAXA hun gezamenlijke missie BepiColombo naar de planeet Mercurius. |
| 30 oktober   | 2018 | Na het opraken van de brandstof van de Kepler-ruimtetelescoop schakelt NASA de satelliet waarmee vele exoplaneten werden ontdekt uit. |
| 1 november   | 2018 | Nadat er twee dagen geen contact meer met ruimtesonde Dawn is geweest beëindigt NASA de missie die de planetoïde Vesta en dwergplaneet Ceres in kaart bracht. Waarschijnlijk is de brandstof op. |
| 26 november  | 2018 | NASA’s Marslander InSight landt met succes op Mars. Ook twee als technologiedemonstrators meegestuurde mini-communicatie sondes werken perfect in hun scheervlucht langs Mars en sturen bevestiging van de succesvolle landing en de eerste foto meteen door naar de Aarde waar het signaal acht minuten later aankwam. |
| 29 november  | 2018 | NASA-directeur Jim Bridenstine kondigt het Commercial Lunar Payload Services-programma aan. Dit programma is vergelijkbaar met het COTS-programma en het Commercial Crew Development-programma en moet kleine commerciële maanlanders voor bevoorrading van een maanbasis opleveren. |
| 31 december  | 2018 | Terwijl de ogen van de wereld vooral op New Horizons zijn gericht manoeuvreert ruimtesonde OSIRIS-REx zich met succes in een baan om asteroïde Bennu. |

## 2019
| 1 januari   | 2019 | Ruimtesonde New Horizons passeert na Pluto in 2015 zijn tweede doel: Ultima Thule. Dit is het verste object ooit bezocht door een ruimtesonde. In de 18 maanden na de passage zal de data waaronder foto’s naar de Aarde worden gestuurd. |
| 3 januari   | 2019 | China’s Chang'e 4 landt op de achterzijde van de Maan. |
| 12 februari | 2019 | Na een laatste vergeefse poging het contact met het Mars-wagentje Opportunity te herstellen beëindigt NASA na vijftien jaar de missie die oorspronkelijk maar 90 dagen zou duren. Het contact was in juni 2018 in een martiaanse stofstorm verloren gegaan. |
| 14 februari | 2019 | NASA-administrator Jim Bridenstine nodigd de lucht-en-ruimtevaartindustrie, ruimteagentschappen en individuen uit om ontwerpen en ideeën voor de Lunar Gateway te komen. De Lunar Gateway is een project voor effectief transport naar de Maan en het bouwen van een bemande maanbasis. |
| 22 februari | 2019 | Het Israëlische ruimtevaartbedrijf SpaceIL lanceert met succes vanaf Cape Canaveral met een Falcon 9-raket 's werelds eerste met private middelen ontwikkelde maanlander Beresjiet. De robotlander zou bijna twee maanden later een zachte landing moeten maken op de maan. Op 11 april 2019 mislukt de zachte landing als vlak voor de landing de communicatie wegvalt. |
| 28 februari | 2019 | Premier Trudeau van Canada kondigt aan dat Canada de komende 24 jaar zal deelnemen aan de Lunar Gateway. |
| 2 maart     | 2019 | SpaceX lanceert hun eerste Crew Dragon op een 6 daagse onbemande missie naar het ISS. Vlucht SpX-DM1 is de eerste testvlucht van NASA’s Commercial Crew-programma. |
| 26 maart    | 2019 | Tijdens de vijfde vergadering van de National Space Council kondigt Amerikaanse vice president en voorzitter Mike Pence aan dat hij al in 2024 mensen naar de maan wil sturen. Op 13 mei 2019 wordt dit project het Artemisprogramma gedoopt. |
| 27 maart    | 2019 | India test met succes een antisatellietwapen en oogst daarmee wereldwijd veel kritiek. De puinwolk die daardoor in de ruimte is ontstaan vormde een potentieel gevaar voor satellieten en het Internationaal ruimtestation ISS. |
| 20 april    | 2019 | De SpaceX Crew Dragon die eerder een succesvolle onbemande testvlucht naar het ISS en terug maakte, explodeert tijdens een test van de ontsnappingsmotoren. Het was de bedoeling dat deze Crew Dragon in juni 2019 als test-artikel voor de in-flight abort test zou worden hergebruikt. Op 15 juli maakte SpaceX bekend dat de explosie het gevolg van een defect terugslagventiel tussen een heliumleiding en een distikstoftetraoxide-tank was. Er zal daarom nieuw type ventiel in gebruik genomen worden. |
| 7 juni      | 2019 | NASA stelt het ISS open voor ruimtetoeristen. Een verblijf in het ISS kost ongeveer 31.000 euro per etmaal. Ruimtetoeristen moeten zelf de vlucht erheen boeken bij een commercieel ruimtevaartbedrijf dat die capaciteiten heeft. |
| 27 juni     | 2019 | NASA kondigt de New Frontiers-missie Dragonfly aan. Doel is met een drone door de atmosfeer van Titan te vliegen en onderzoek te doen. De lancering is gepland voor 2026 en de aankomst zal in 2034 zijn. |
| 2 juli      | 2019 | NASA voert met succes een in-flight abort test uit als onderdeel van het ontwikkelingsprogramma van het ruimteschip Orion. |
| 11 juli     | 2019 | De vijftiende lancering van een Vega-raket mislukt nadat de tweede trap niet ontbrandt. Falcon Eye 1, de eerste satelliet van de Verenigde Arabische Emiraten ging hierdoor verloren. |
| 19 juli     | 2019 | China laat zijn in 2016 gelanceerde ruimtestation Tiangong 2 gecontroleerd boven de Grote Oceaan terugkeren in de dampkring. |
| 22 juli     | 2019 | De ISRO lanceert India's tweede maansonde Chandrayaan-2 die een maansatelliet een lander en een maanwagentje bevat. |
| 31 juli     | 2019 | The Planetary Society meldt dat LightSail-2 door de kracht van het zonlicht in een hogere baan is gekomen. Daarmee is voortstuwing door lichtdeeltjes bewezen. Lichtzeilen kunnen in de toekomst worden gebruikt om ruimtesondes over een langere tijdspanne een zeer hoge snelheid te laten opbouwen. LightSail-2 was op 25 juni 2019 een van de 24 vrachten van Falcon Heavy-lancering STP-2. |
| 6 september | 2019 | De maanlander Vikram van India's tweede maansonde Chandrayaan-2 verliest tijdens de landingspoging het radiocontact op 2.1 km hoogte boven het maanoppervlak. De lander was twee dagen later te zien op infrarood foto’s van de Chandrayaan-2 orbiter. De ISRO poogde zonder succes het contact met Vikram te herstellen. Op 2 december 2019 bleek uit Lunar Reconnaissance Orbiter opnamen dat Vikram gecrasht is.                                                                                            |
| 11 oktober  | 2019 | met bijna anderhalf jaar vertraging door een defecte Pegasus-raket lukt het Northrop Grumman om NASA’s Ionospheric Connection Explorer (ICON) in zijn baan om de aarde te brengen. De satelliet zal onderzoek naar de Ionosfeer doen. |
| 18 oktober  | 2019 | Voor het eerst voeren twee vrouwen een ruimtewandeling uit. Tijdens de ruimtewandeling vervingen Jessica Meir en Christina Koch een defect onderdeel van het ISS. |
| 4 november  | 2019 | Boeing voert met succes een Pad Abort Test met hun Starliner-ruimtecapsule uit. |
| 18 december | 2019 | Met een Europese Sojoez-raket wordt vanaf Centre Spatial Guyanais de Europese ruimetelescoop CHEOPS gelanceerd, tegelijk met de Italiaanse CSG 1-satelliet. |
| 20 december | 2019 | Boeings onbemande testvlucht van de Starliner bereikt de baan van het ISS niet. Vlucht Boe-OFT lijkt daarmee grotendeels mislukt. |
| 20 december | 2019 | De Verenigde Staten richt de United States Space Force op. Dit legeronderdeel vervangt Air Force Space Command en is een zelfstandiger divisie binnen de Air Force met een uitgebreider takenpakket. |
| 26 december | 2019 | De Rokot maakt zijn laatste vlucht |
| 27 december | 2019 | China weet met succes zijn krachtigste draagraket, de Lange Mars 5-raket terug in gebruik te nemen. Na de mislukte tweede vlucht in 2017 werd deze meer dan twee jaar aan de grond gehouden. |